# Вілма Рудолф
Вілма Рудолф  (англ. Wilma Rudolph, 23 червня 1940 — 12 листопада 1994) — американська легкоатлетка, олімпійська чемпіонка. Була першою спортсменкою, яка завоювала три золоті олімпійські медалі в спринті на одній Олімпіаді, першою американською жінкою, яка виграла дубль олімпійського спринту. Справила великий вплив на жіночу атлетику як своїми виступами, так і своєю рекламною роботою від імені жіночого спорту. Створила Фонд Вільми Рудольф, який працював з дітьми з обмеженими можливостями та спонсорував спортивні змагання для дітей в Індіанаполісі. 

## Біографія
Вілма Рудольф була 20-ю з 22 дітей у сім'ї. Вона народилася недоношеною, і надій, що вона виживе, майже не було. У 4 роки вона захворіла на поліомієліт, в результаті чого ліва нога у неї залишилася паралізованою. У 9 років вона зняла з ноги металеву скобу і стала ходити без неї. У 13 років вона вже ходила рівно, лікарі вважали це дивом. 
Того ж року вона вирішила зайнятись бігом. Взяла участь у змаганнях і прийшла останньою. Наступні п'ять років вона приходила останньою у всіх змаганнях, в яких брала участь. Усі радили їй відмовитися від мрії, але дівчина продовжувала бігати. І одного разу виграла забіг.
У 16-річному віці вона поїхала на Олімпіаду 1956 року і, хоча була усунена з попередніх змагань з бігу на 200 м, завоювала бронзову медаль в естафеті. На Панамериканських іграх 1959 р. вона завоювала золото в естафеті 4 м на 100 м (з Ізабель Даніелс, [Барбара Джонс] та [Люсінда Вільямс]) та срібло на 100 м. Рудольф вигравала 100 м протягом чотирьох наступних років з 1959 року, а в 1960 році вона виграла на дистанції 200 м. 
У липні 1960 року вона встановила світовий рекорд 22,9 с в бігу на 200 м і на 100 м — 11,3 с. У наступному сезоні вона встановила рекорд у Москві в бігу на 100 м, а через чотири дні — в Штутгарті пробігла з результатом 11,2 с. Вона також виграла три титули AAU у приміщенні. Рудольф була відома серед європейців як «Чорна газель», що покорила їх швидкістю і красою. 
Померла від пухлини головного мозку.
Членкиня Зали Слави IAAF (2014).

## Виступи на Олімпіадах
| Олімпіада     | Дисципліна              | Місце     |
| ------------- | ----------------------- | --------- |
| Мельбурн 1956 | біг на 200 метрів       | 3 h2 r1/3 |
| Мельбурн 1956 | естафета 4 x 100 метрів | 3         |
| Рим 1960      | біг на 100 метрів       | 1         |
| Рим 1960      | біг на 200 метрів       | 1         |
| Рим 1960      | естафета 4 x 100 метрів | 1         |